# 區婉玲
區婉玲（1941年—），是一名游泳運動員，主攻自由式、仰泳項目，祖籍廣東順德容奇的香港人，妹妹區婉雯也是游泳運動員。由於父親熱愛水上運動，在她5、6歲時即到青山公路11咪半學習游泳，1955年加入海天體育會接受陳月法指導，一年後比賽成績顯著提升，打敗眾多香港好手獲得多項自由式、仰式比賽冠軍，也曾得到1957年維港渡海泳冠軍。後來被選為1958年亞洲運動會中華民國游泳代表，與馮凝姿、張宗慈、梁沼冰以5分50秒7獲得女子4×100公尺混合式接力項目銀牌，並與馮凝姿、廖喜代、王雙玉以5分31秒5獲得女子4×100公尺自由式接力項目銅牌。1961年結婚，1963年時曾短暫回歸泳壇兩年。